# Emmerich Spielmann
Emerich M[oses] Spielmann (* 23. Juni 1873 in Wien; † 1952 in New York) war ein österreichischer Architekt und Erfinder.

## Leben
Emerich Spielmann, der sich auch Ernst Spielmann nannte, entstammte einer jüdischen Familie, die um die Mitte des 19. Jahrhunderts aus Mähren nach Wien kam. Sein Vater war der Kaufmann Hermann Spielmann (1842–1925), seine Mutter Josefine Franzos (1850–1918). Spielmann studierte nach dem Gymnasium von 1892 bis 1899 an der Technischen Hochschule bei Karl König und Karl Mayreder. Danach absolvierte er bis 1903 einige Praxisjahre bei Wilhelm Stiassny und Friedrich Ohmann, sowie kurzfristig im Stadtbauamt. 1904 arbeitete er im Atelier von Ernst Gotthilf, wo er Alfred Teller kennenlernte. Ab 1905 war Spielmann als selbstständiger Architekt tätig, zunächst gemeinsam mit Ernst Lindner, ab etwa 1908 dann mit Alfred Teller. Diese Bürogemeinschaft hielt bis zum Ende von Spielmanns Tätigkeit 1932 an. Seit 1926 hatte er auch die Befugnis zum Zivilingenieur. Als Jude wurde Spielmann 1938 die Befugnis wieder entzogen. Er meldete sich 1939 nach London ab, schiffte sich zusammen mit seiner Tochter Anna am 6. Mai in Southampton auf der „Veendam“ ein und suchte am 22. August 1944 in New York um Einbürgerung an. Er lebte im Stadtteil Queens und verstarb 1952.

## Werk
Emerich Spielmann und Alfred Teller waren in der Nachfolge von Karl König tätig. Während die äußere Gestaltung ihrer Bauten meist eher konservativ war, entsprachen sie technisch immer dem neuesten Stand. Nach Anfängen mit secessionistischem Formenvokabular wandten sie sich bald neobarocken und klassizistischen Formen zu. Ihre Gestaltung war aber an den Fassaden im Dekor sehr reduziert; gerne wurden keramische Fliesen als Gestaltungselemente eingesetzt. Das Duo war vor allem in den Jahren vor dem Ersten Weltkrieg erfolgreich.

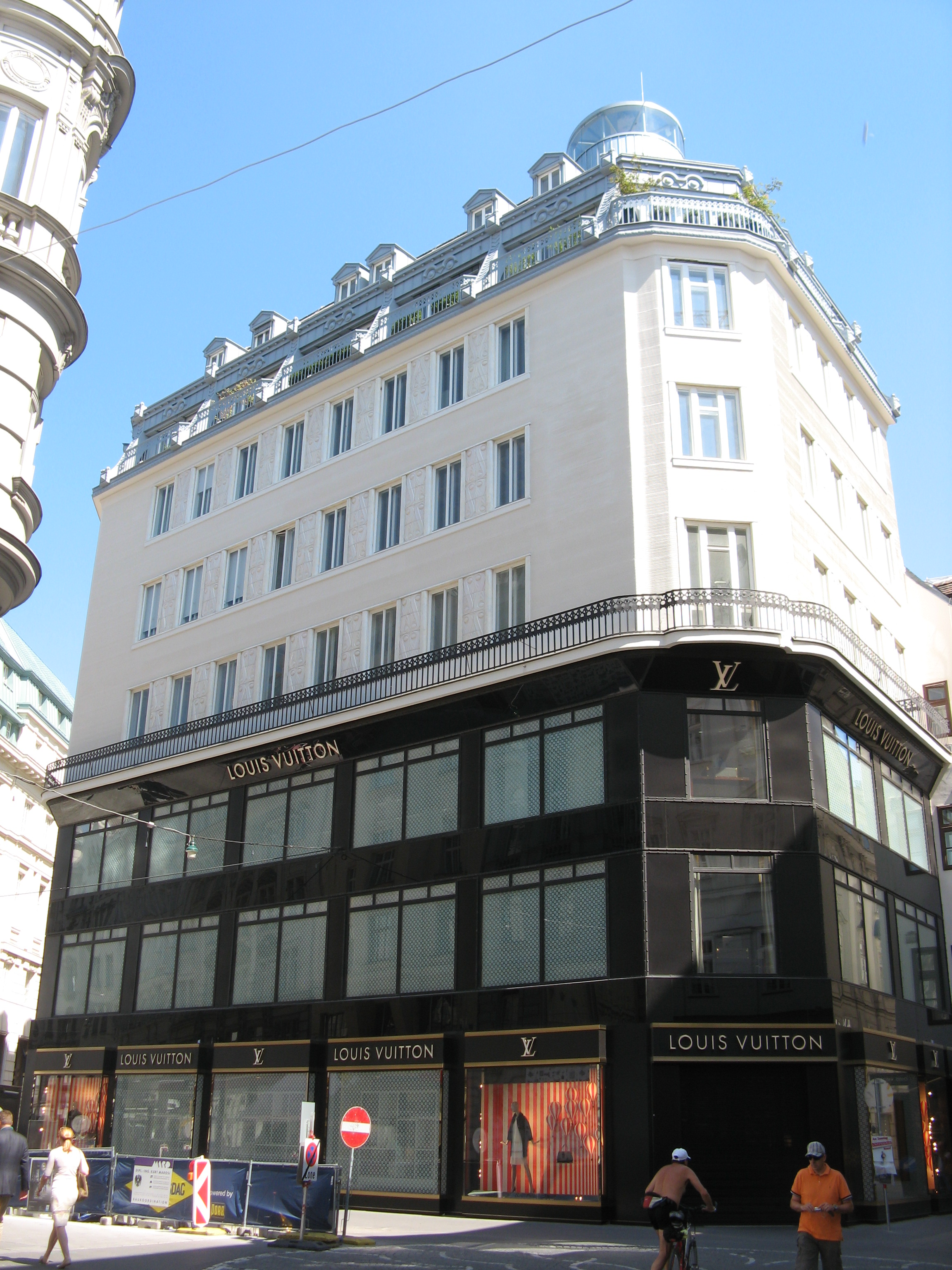
Bognergasse 2 (1910)

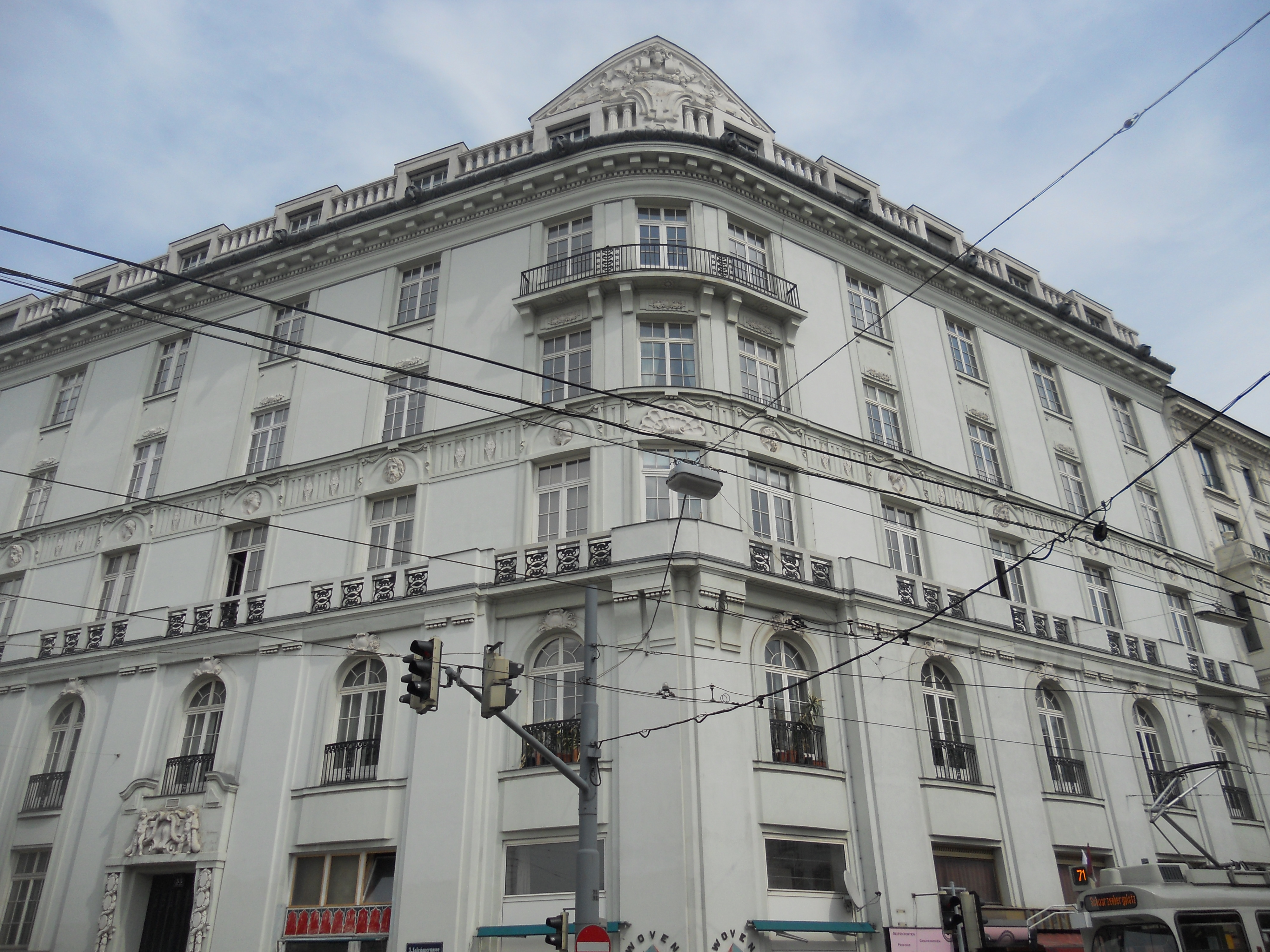
Salesianergasse 33 (1910)

- Miethaus, Pötzleinsdorfer Straße 18, Wien 18 (1906) (stark verändert)

mit Alfred Teller:
- Wohn- und Geschäftshaus, Neubaugasse 4, Wien 7 (1907)
- Villa, Auhofstraße 68, Wien 13 (1907) (etwas verändert)
- Wohn- und Geschäftshaus, Bognergasse 2, Wien 1 (1910)
- Miethäuser, Salesianergasse 29-33, Wien 3 (1910)
- Fabrikanlage „Caldara“, Laxenburger Straße 123-125, Wien 10 (1910)
- Wohn- und Geschäftshäuser „Tuchlauben-Hof“ (auch „Seitzer-Hof“), Tuchlauben 7-7a, Wien 1 (1912)
- Villa, Pötzleinsdorfer Straße 56, Wien 18 (1912)
- Miethaus, Richardgasse 11 (heute Jaurèsgasse), Wien 3 (1913)
- Umbau Villa, Sternwartestraße 56, Wien 18 (1913–1914) (ursprünglich Viktor Siedek)
- Villa Perutz, Hans Wallnerstraße 23, Reichenau an der Rax (1914)
- Adaptierung Miethaus, Taborstraße 17, Wien 2 (1917)
- Villa Pick, Hartäckerstraße 18, Wien 19 (1924)
- Erweiterungen und Umbauten der Fabriksanlage Hauser Sobotka, Smolagasse 1-5, Wien 22 (1924–1927) (1932 weitere Erweiterung)
- Wohnhausanlage der Gemeinde Wien, Wattgasse 96-98, Wien 17 (1929–1930)

Neben Spielmanns Tätigkeit als Architekt konstruierte er ein elektro-optisches Musikinstrument, das "Superpiano". Es beruht auf dem Prinzip des Lichttons. Auf 12 rotierenden Scheiben sind je sieben Spuren mit Tonmustern aufgebracht, die mittels Selenzellen abgetastet werden. Im Prinzip wären beliebige Klangfarben möglich, so die Stimmen von Sängern oder die Töne einer Geige. Ein Exemplar dieses Instruments ist im Technischen Museum Wien erhalten. Spielmann begann mit der Arbeit 1927 und führte sie bis zu seinem Tod weiter. Er erhielt dafür einige Patente, das letzte in den USA (US 2.469.850).

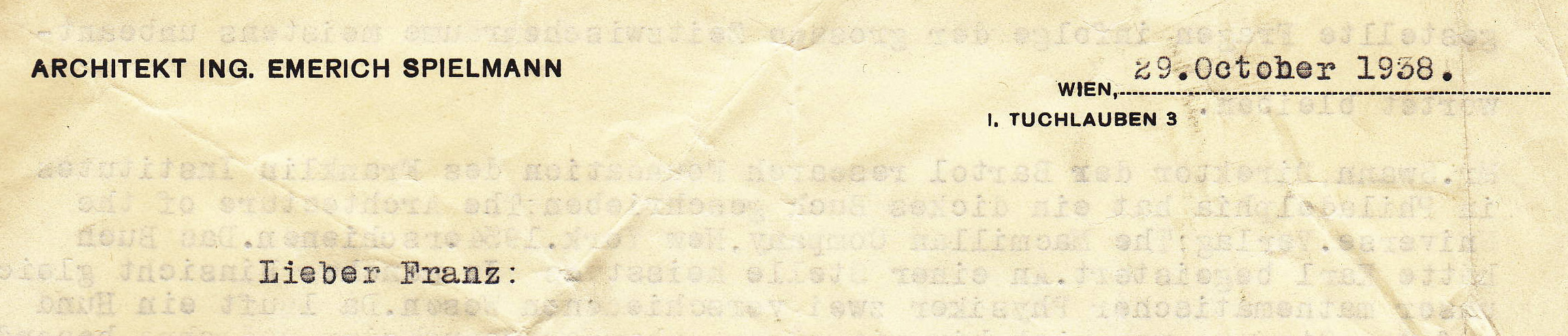
Brief Spielmann an seinen Sohn Franz